# Кълъраш
Вижте пояснителната страница за други значения на Кълъраш.
Кълъраш (на румънски: Călăraşi) е град в югоизточна Румъния, административен център на окръг Кълъраш. Разположен е край брега на река Дунав, срещу българския град Силистра. Населението му е около 65 200 души (2011).

## География
Кълъраш е разположен на 12 m надморска височина в Долнодунавската низина, на левия бряг на Борча, един от ръкавите на река Дунав, на 11 km североизточно от Силистра и на 100 km източно от столицата Букурещ.

## История
На мястото на днешния град има данни за селище още от праисторически времена. Днешното селище е образувано от влашките князе като станция по пътя до Цариград, където е имало странноприемница, в която пратениците-ездачи са сменяли конете. Оттук произлиза и името на града Кълъраш, което от румънски се превежда като „ездач“. От малка станция по пътя Букурещ — Цариград постепенно селището се развива и през 1834 вече е център на окръг.

## Население
През 1916 г. половината от населението на града е било българско, с произход от Силистренско. В голямата си част то е било румънизирано.

## Икономика
Кълъраш е център на дървообработваща, хранителна, стъкларска и текстилна промишленост. На самия бряг на Дунав се намира големият металургичен комбинат „Сидерка“, който 15 години е основен източник на обгазяване на град Силистра с фенол, но през последните няколко години в завода тече процес на демонтиране на съоръженията.
От 2005 г. в град Кълараш френската фирма „Сен Гобен“ изгражда завод за плоско стъкло.

## Инфраструктура
Има изградено голямо пристанище, което се свързва с река Дунав чрез канал. На брега на реката срещу Силистра е изградена румънската част от фериботния комплекс Силистра-Кълараш.
От 28.11.2009 г. между Силистра и Калараш започва да работи водно такси, като публично-частно партньорство между общините в двата града и местния бизнес. Моторната лодка ще превозва до 7 пътници за 20 мин. и ще се движи по график или по поръчка. Еднопосочният билет е 5 евро.
Планирано е изграждането на Мост Силистра-Кълъраш през река Дунав.

## Снимки
- Полицията
- Квартал Оризонт
- Останките от завода за стомана
- ЖП Гара
- Градски плаж
- Интернационален фолклорен фестивал Хора Маре
- Статуя на Карол I
- Градски стадион
- Бряг Борчеа
- Улица Букурещ
- Парк с цветя
- Статуя на Буребист